# Kenneth Okada
Kenneth Kenji Okada (Los Ángeles, 22 de febrero de 1950) es un deportista estadounidense que compitió en judo.
Ganó una medalla de bronce en el Campeonato Panamericano de Judo de 1974, en la categoría de –63 kg. Participó en los Juegos Olímpicos de Múnich 1972, donde finalizó decimonoveno en la categoría de –63 kg.

## Palmarés internacional
| Campeonato Panamericano | Campeonato Panamericano   | Campeonato Panamericano | Campeonato Panamericano |
| Año                     | Lugar                     | Medalla                 | Categoría               |
| ----------------------- | ------------------------- | ----------------------- | ----------------------- |
| 1974                    | Ciudad de Panamá (Panamá) | Medalla de bronce       | –63 kg                  |